# Ахи Будхнья
Ахи Будхнья (санскр. अहिर्बुध्न्य «Змей глубин») — персонаж ведийской мифологии, дэв из Ригведы.

## Мифология
Согласно российскому индологу Т. Я. Елизаренковой, ведийский дэв, пребывающий на дне потоков.
Как правило, упоминается вместе с Аджа Экападом (букв. — «одноногий козёл», санскр.) и Апам Напатом («отпрыском вод» — санскр). В более поздних ведийских текстах также сближается с Вритрой, Рудрой, Шивой и Агни Гархапатьей.
В гимне «Ко всем богам» (Вишвадева) (Ригведа, 1.186.5) Ахи Будхнья наделяется способностью «создавать радость»: «И ещё: пусть Ахи-Будхнья создаст нам радость!» (Пер. Т. Я. Елизаренковой).

## Этимология имени
Ахи в переводе с санскрита означает змей, Будхнья — буквально «пребывающий на дне». По мнению В. Н. Топорова, элемент «Будхнья» этимологически родственен греческому Пифон и сербохорватскому Бадняк, также являющимися в мифологии змеями из нижнего мира.